# Campeonato Mundial de Esgrima de 1930
El VIII Campeonato Mundial de Esgrima se celebró en Lieja (Bélgica) en 1930 bajo la organización de la Federación Internacional de Esgrima (FIE) y la Real Federación Belga de Esgrima.

## Medallistas

### Masculino
| Evento              | Oro | Plata | Bronce |
| ------------------- | --- | --- | --- |
| Florete individual  | Giulio Gaudini Italia                                                                                               | Gustavo Marzi Italia                                                                                        | Gioacchino Guaragna Italia |
| Florete por equipos | Giulio Gaudini Gioacchino Guaragna Gustavo Marzi Ugo Pignotti Saverio Ragno Rodolfo Terlizzi Italia                 | René Bougnol Philippe Cattiau Jacques Coutrot Edward Gardère René Lemoine Francia                           | Raymond Bru · Georges de Bourguignon · Max Janlet · Pierre Pêcher · Robert T'Sas · Édouard Yves · Bélgica                     |
| Espada individual   | Philippe Cattiau Francia                                                                                            | Alfredo Pezzana Italia                                                                                      | André Rossignol Francia |
| Espada por equipos  | Émile Barbier · Balthazar De Beuckelaer · Charles Debeur · Charles Delporte · Willy Osterrieth · Léon Tom · Bélgica | Carlo Agostoni Giancarlo Cornaggia-Medici Renzo Minoli Saverio Ragno Franco Riccardi Alfredo Pezzana Italia | André Baur Philippe Cattiau André Labatut Jean Lacroix André Rossignol Bernard Schmetz Francia                                |
| Sable individual    | György Piller Hungría                                                                                               | Attila Petschauer Hungría                                                                                   | György Doros Hungría |
| Sable por equipos   | János Garay Gyula Glykais Sándor Gombos Attila Petschauer György Piller József Rády Hungría                         | Renato Anselmi Arturo De Vecchi Giulio Gaudini Gustavo Marzi Alfredo Pezzana Emilio Salafia Italia          | Kazimierz Laskowski · Leszek Lubicz-Nycz · Adam Papée · Władysław Segda · Kazimierz Szempliński · Tadeusz Friedrich · Polonia |

### Femenino
| Evento             | Oro                    | Plata                    | Bronce                        |
| ------------------ | ---------------------- | ------------------------ | ----------------------------- |
| Florete individual | Jenny Addams · Bélgica | Germana Schwaiger Italia | Mary-Ann Venables Reino Unido |

## Medallero
| Núm. | País        | Oro | Plata | Bronce | Total |
| ---- | ----------- | --- | ----- | ------ | ----- |
| 1    | Italia      | 2   | 5     | 1      | 8     |
| 2    | Hungría     | 2   | 1     | 1      | 4     |
| 3    | Bélgica     | 2   | 0     | 1      | 3     |
| 4    | Francia     | 1   | 1     | 2      | 4     |
| 5    | Polonia     | 0   | 0     | 1      | 1     |
| 5    | Reino Unido | 0   | 0     | 1      | 1     |
|      | TOTAL       | 7   | 7     | 7      | 21    |